# Crayon optique

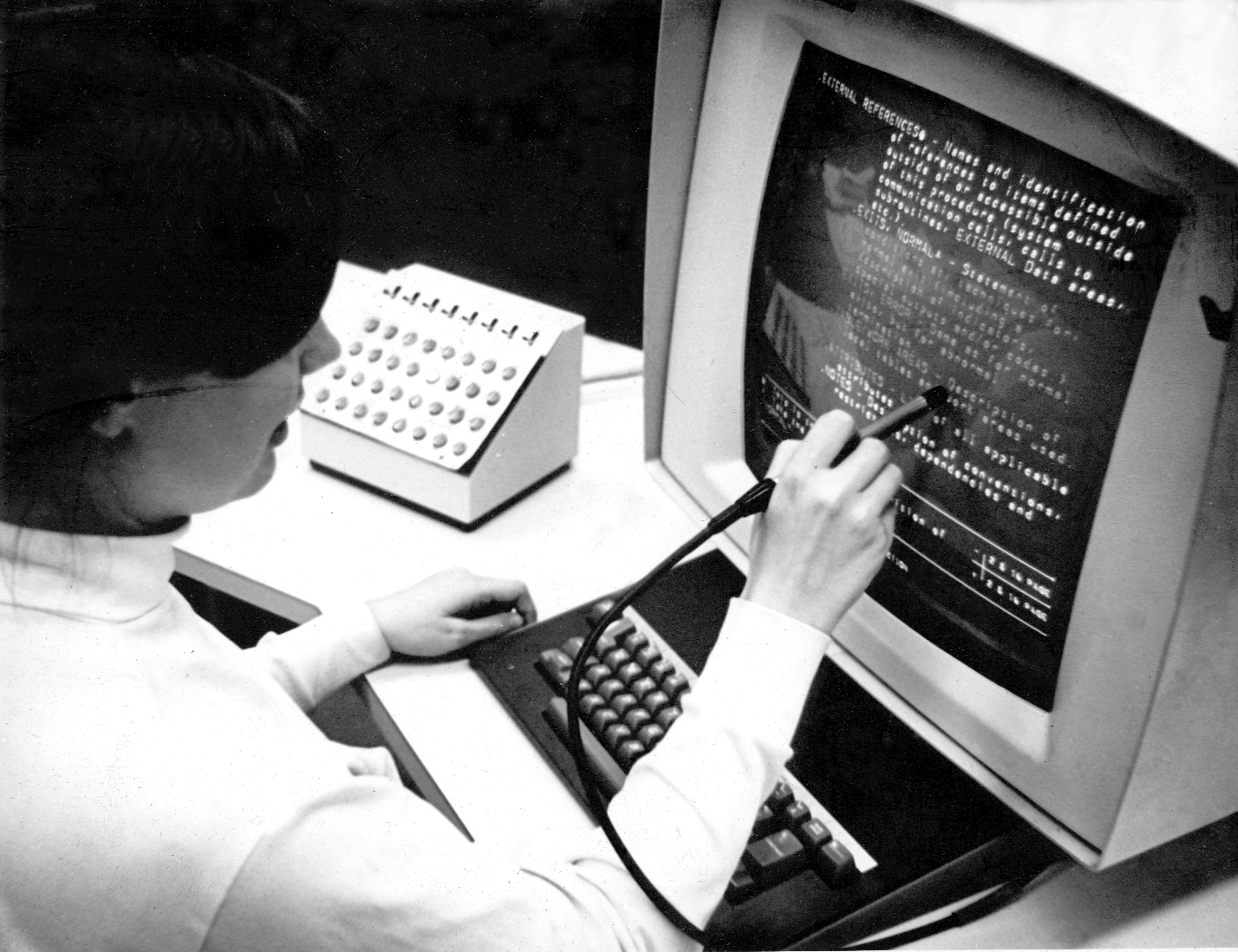
Un crayon optique utilisé sur un terminal IBM 2250 (1969)

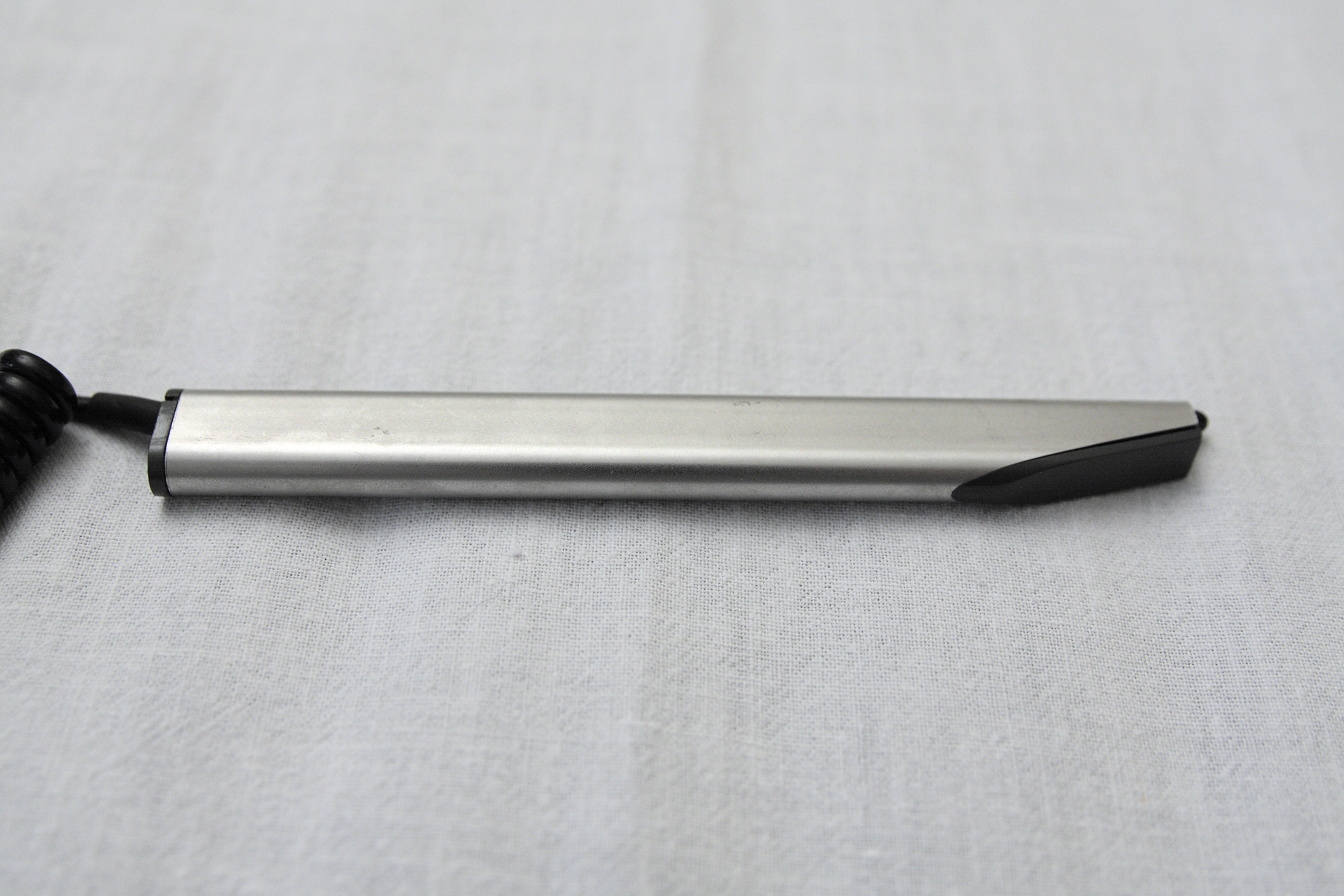
Crayon optique utilisé sur les ordinateurs Thomson

Le crayon optique est un stylet informatique, permettant de dessiner ou sélectionner des options directement sur les écrans à tubes cathodiques.
Il était par exemple livré avec les micro-ordinateurs de marque Thomson (TO9, TO7,TO7/70, MO5). 
Le PCJunior en était aussi équipé, comme le témoignent les instructions liées au crayon optique dans son langage Basic (PEN, ON PEN) , l'Amstrad CPC de par son CRTC (puce de gestion du tube cathodique) en était équipable, tout comme le BBC d'Acorn.
Il ne fonctionne pas sur un écran LCD ou un écran à plasma, car il se sert du temps de déplacement du canon à électrons, par rapport au signal de synchronisation, pour déterminer la position du stylet sur l'écran. Pour cette raison, le crayon optique a une assez bonne précision verticale, et médiocre sur l'axe horizontal.
À l'époque où ce type d'outil était utilisé, les écrans étaient beaucoup plus bombés qu'aujourd'hui. Cela posait des problèmes de précision, comme des segments de droite involontaires partant dans les angles de l'écran.
Pour certains, un autre problème du crayon optique était que son usage intensif entraînait de longues phases où l'utilisateur devait maintenir son bras levé, comme le font les peintres ou dessinateurs travaillant sur le motif, sur leur chevalet, cela peut s'avérer fatigant pour les utilisateurs.
Les outils de pointage plus modernes, comme la tablette graphique, le trackball ou la souris permettent de pallier ces problèmes de sauts aléatoires et de travailler à plat.